# Feldtagebuch – Allein unter Männern
Feldtagebuch – Allein unter Männern ist ein deutscher Dokumentarfilm von Aelrun Goette aus dem Jahr 2002. Er wurde im SWR ausgestrahlt und behandelt thematisch die Allgemeine Grundausbildung (AGA) von vier Rekrutinnen im III. Zug der 6. Kompanie des 2008 aufgelösten Panzergrenadierbataillons 294 in Stetten am kalten Markt. Bei den Frauen handelt es sich um vier der ersten Rekrutinnen in Kampfeinheiten der Bundeswehr.

## Handlung
Im Fokus stehen vier Frauen, die sich für eine Laufbahn bei der Bundeswehr entschieden haben. Sie absolvieren ihre zweimonatige Grundausbildung im Panzergrenadierbataillon 294 in der Alb-Kaserne in Stetten am kalten Markt. Zuversichtlich gehen sie die bevorstehenden Herausforderungen der Ausbildung an, jedoch teilweise ohne zu wissen, worauf sie sich tatsächlich eingelassen haben.
Der Dokumentarfilm beginnt mit den ersten Tagen der Rekruten in der Kaserne. Hierbei werden Szenen aus der Formaldienstausbildung, dem Eingewöhnungsmarsch, dem Physical-Fitness-Test und der Schießausbildung gezeigt. Drei der vier Rekrutinnen fällt es von Beginn an sichtlich schwer, die physischen Anforderungen zu erfüllen. Auch bei Standard-Turnübungen zeigen die Rekrutinnen Defizite. So gelingt keiner der gezeigten Rekrutinnen eine korrekte Liegestütze beim dienstlichen Sport. Frühzeitige Erschöpfung und erste krankheitsbedingte Ausfälle sind die Folge. Das nasskalte Wetter in den Monaten November und Dezember sowie das Verhalten der Ausbilder demotivieren die Frauen zusätzlich.
Das folgende Ausbildungsbiwak wird durch eine Rekrutin vorzeitig abgebrochen. Sie lässt sich daraufhin regelmäßig durch den Truppenarzt krankschreiben. Durch ihr Verhalten wird sie zur Außenseiterin im Zug. In der Folge wird das gesamte Biwak aufgrund zahlreicher Krankmeldungen durch den Kompaniechef abgebrochen. Dies führt zu Kritik seitens der anderen Grundwehrdienstleistenden im Hinblick auf die Freiwilligkeit der Verpflichtung der weiblichen Zeitsoldaten. Die Ausbilder sind mit der Entscheidung zum Abbruch nicht einverstanden und verweisen auf die Durchhaltefähigkeit der gesunden Rekruten. Der Truppenarzt ist allerdings ebenfalls verwundert über die hohe Anzahl an neukranken Soldaten und vermutet eine übertrieben harte Ausbildung.
Die weiblichen Rekruten kritisieren den Umgang durch die Ausbilder. Unter den männlichen Rekruten sind die Meinungen über die Leistungen der weiblichen Kameraden unterschiedlich. Gleichzeitig zeigt sich der Zugführer enttäuscht über die teilweise mangelhafte Einsatzbereitschaft und körperliche Leistungsfähigkeit der Rekrutinnen, da diese sich, im Gegensatz zu den Grundwehrdienstleistenden, freiwillig für diesen Beruf entschieden haben und zudem als Zeitsoldatinnen das Vierfache verdienen.
Die abschließende Rekrutenbesichtigung beginnt mit der Einweisung in die Lage und einer zuversichtlichen Einschätzung des Zugführers. Im Anschluss werden u. a. die Disziplinen Schießen, Leben im Felde und ABC-Alarm gezeigt. Zwei der vier Rekrutinnen zeigen gute Leistungen und bestehen letztendlich die Rekrutenbesichtigung. Eine weitere ist bereits vor der Rekrutenbesichtigung verletzungsbedingt länger ausgefallen und hat die Grundausbildung vorzeitig abgebrochen. Die andere besteht die Abschlussübung aufgrund fehlender Ausbildungen infolge regelmäßiger Krankmeldungen nicht.

## Umsetzung
Der Dokumentarfilm verzichtet vollständig auf Kommentare aus dem Off. Häufig werden Szenen mit Musikstücken unterlegt, welche die Eindrücke des Gezeigten noch verstärken. Darüber hinaus wird die Musik zusätzlich als Überleitung für Szenen genutzt, welche inhaltlich aus dem Zusammenhang genommen sind, jedoch vom Zuschauer damit als eine Einheit wahrgenommen werden. Beispielsweise wird das Ausbildungsbiwak durch den Kompaniechef abgebrochen, die Musik setzt ein und in der nächsten Szene werden Rekruten bei der Ausbildung „Transport von Verwundeten“ gezeigt.

## Produktion
Die Dreharbeiten fanden vom 2. November bis 21. Dezember 2001 in der Alb-Kaserne, auf dem Standortübungsplatz Saustall und dem Truppenübungsplatz Heuberg statt. Einige Sequenzen zeigen das private Umfeld der Rekrutinnen. Produziert wurde der Dokumentarfilm von Ernst-Ludwig Ganzert und der Eikon Südwest im Auftrag des SWR und dessen Nachwuchs-Förderungsreihe Debüt im Dritten. Die Erstausstrahlung erfolgte am 20. Juni 2002 im SWR. Das Produktionsteam begleitete den Zug über die gesamte Dauer hinweg und fertigte etwa 500 Stunden Filmmaterial an.

## Rezeption
Das im Film gezeigte Verhalten der Vorgesetzten sorgte nach der Ausstrahlung für Aufsehen. Der Wehrbeauftragte des Deutschen Bundestages sprach in seinem Jahresbericht 2002 von „Fehlverhalten im Umgangston von Ausbildern und unangemessenem Führungsverhalten von Vorgesetzten“. In zwei Fällen seien gerichtliche Disziplinarverfahren eingeleitet worden, der Sachverhalt sei durch die betroffenen Truppenteile und das Heeresführungskommando in Einheitsführertagungen und in Offizier- und Unteroffizierweiterbildungen aufgearbeitet worden.
Bei einer Veranstaltung im Haus des Dokumentarfilms gab Regisseurin Aelrun Goette 2020 an, ihre Produktion und sie selbst seien von der Bundeswehr „unterschätzt“ worden. Es habe vor der Premiere keine Abnahme des Films durch die Bundeswehr gegeben. Sequenzen und Personen aus der Dokumentation tauchen in sozialen Medien z. B. als Zitatensammlung und Memes auf.
In einem im Dezember 2024 erschienenen Podcast schilderte der beteiligte Zugführer seine Sicht auf die Dokumentation. Er erwähnte u. a., dass lediglich seine Antworten und nicht die seitens der Produktion gestellten Fragen gezeigt wurden und Statements, die im Nachgang kontrovers diskutiert wurden, aus dem Zusammenhang gerissen wurden. Zudem war ihm im Vorfeld nicht bekannt, dass es sich um eine Dokumentation über das Thema Frauen in der Allgemeinen Grundausbildung handeln sollte. Durch den frühen und regelmäßigen Ausfall der weiblichen Soldaten sei der Fokus auf ihn gewechselt. Gleichzeitig lobte er den fairen und professionellen Umgang während der Dreharbeiten.

## Auszeichnungen
- Juliane-Bartel-Preis, 2002